# محو الأمية الإعلامية الآن
محو الأمية الإعلامية الآن ( MLN ) هي شركة غير ربحية "تعلم الطلاب كيفية تطبيق التفكير النقدي على الرسائل الإعلامية، واستخدام الوسائل الإعلامية لإنشاء رسائلهم الخاصة."  وهم يدعون إلى ذلك من خلال "حملات التوعية العامة، وتثقيف صانعي السياسات ، وبناء التحالفات، والتأثير على اللوائح والتشريعات". تأسست MLN في عام 2013 على يد إرين ماكنيل، وهي صحفية مقيمة في ماساتشوستس.
اعتبارًا من عام 2021، كان لدى MLN 13 فرع في الولايات المتحدة ونجحت في الدعوة إلى 15 تشريعًا تم إقراره في ثماني ولايات. و نصت هذه التشريعات على إنشاء برامج مدرسية للتثقيف الإعلامي . و من الولايات التي أقرت على التشريعات:كونيتيكت،  إلينوي،  رود آيلاند، وواشنطن.
و من الولايات التي لديها فروع محلية نشطة:نيوجيرسي،  ورود آيلاند.

## أنظر أيضا
- مشروع محو الأمية الإخبارية